# Nagypalina
Nagypalina (szlovénül: Velika Polana, vendül Velka Polana) falu és községközpont Szlovéniában a Muravidéken.

## Fekvése
Lendvától 10 km-re nyugatra a Csernec-patak partján fekszik.

## A község települései
Közigazgatásilag Kispalina (Mala Polana), Lendvanyíres (Brezovica) és Nagypalina (Velika Polana) falvak tartoznak a községhez.

## Története
A települést 1236-ban "Villa Palana" alakban említik először. 1379-ben "Pred. Palina", 1389-ben "Palena", 1524-ben "Polana" néven szerepel a korabeli forrásokban. Az alsólendvai Bánffy család birtoka volt. A belatinci uradalom részeként a Bánffyak után a Csákyaké, majd a 19. században a désánfalvi Gyika család birtoka volt.
Vályi András szerint " PALINA. Szala Vármegyében, fekszik Turnitsának szomszédságában, mellynek filiája."
Fényes Elek szerint " Palina, vindus falu, Zala vgyében, a bellatinczi uradalomban, 982 kath. lak.."
1910-ben 1222, túlnyomórészt szlovén lakosa volt.
Közigazgatásilag Zala vármegye Alsólendvai járásának része volt. 1919-ben a Szerb–Horvát–Szlovén Királysághoz csatolták, ami tíz évvel később vette fel a Jugoszlávia nevet. 1941-ben a Muramentét a magyar hadsereg visszafoglalta és 1945-ig ismét Magyarország része volt, majd a második világháború befejezése után végleg jugoszláv kézbe került. 1991 óta a független Szlovén Köztársaság része. 2002-ben a községnek 1511, Nagypalinának magának 914 lakosa volt.

## Nevezetességei
- Jézus Szíve tiszteletére szentelt római katolikus plébániatemploma 1924-ben épült.